# John Derbyshire
John Henry Derbyshire (Chorlton-cum-Hardy, 28 de novembro de 1878 - 25 de novembro de 1938) foi um nadador e jogador de polo aquático britânico, campeão olímpico.
John Derbyshire fez parte do elenco campeão olímpico de Paris em 1900. Era membro do Osborne Swimming Club of Manchester. na Natação em 1908, ganhou a prova inaugural olímpica dos 2x200m